# هيروميتسو هوريإيكي
هيروميتسو هوريإيكي (باليابانية: 堀池 洋充) (24 مايو 1971 في شيزوكا في اليابان – )؛ هو لاعب كرة قدم ياباني سابق كان يلعب كحارس مرمى.

## وصلات خارجية
- هيروميتسو هوريإيكي على موقع رابطة كرة القدم اليابانية للمحترفين (اليابانية)
- هيروميتسو هوريإيكي على موقع عالم كرة القدم.نت (الإنجليزية)